# COVID-19-Pandemie in den Föderierten Staaten von Mikronesien

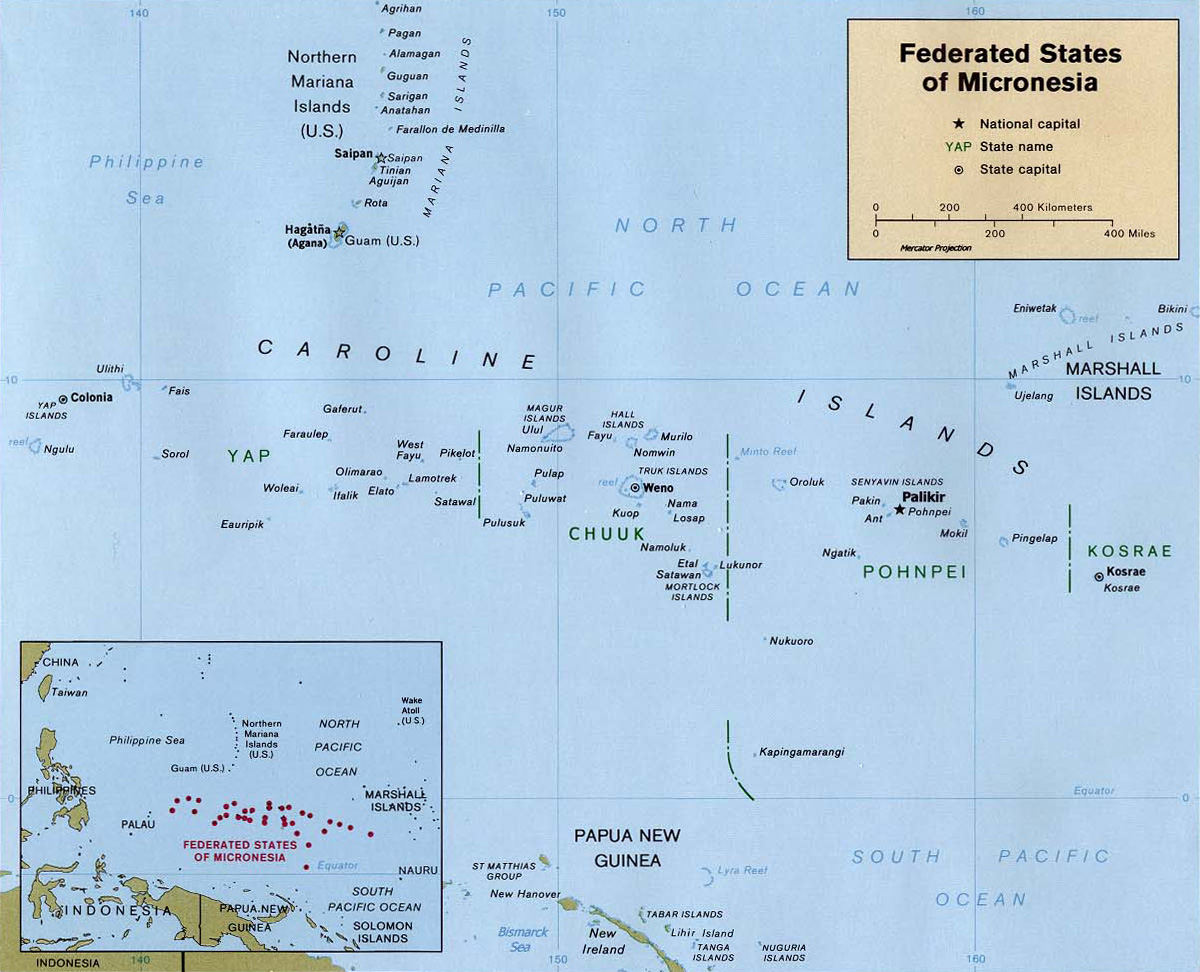
Lage der Föderierten Staaten von Mikronesien

Die COVID-19-Pandemie tritt in den Föderierten Staaten von Mikronesien als Teil der weltweiten COVID-19-Pandemie auf, die im Dezember 2019 in China ihren Ausgang nahm und auf der Atemwegserkrankung COVID-19 beruht. Die Föderierten Staaten von Mikronesien sind ein Inselstaat im westlichen Teil des Pazifischen Ozeans mit knapp 115.000 Einwohnern, das als Entwicklungsland von der Landwirtschaft, vom Fischfang und von hoher Arbeitslosigkeit geprägt ist. Das Coronavirus trat dort ab dem 8. Januar 2021 mit dem ersten bestätigten Fall in Erscheinung. Es wurden bis dahin nur vorbeugende Maßnahmen im Land getroffen. Gesundheitszentren gibt es auf den Inseln Chuuk, Pohnpei und Yap.
Am Dienstag, dem 19. Juli 2022 meldete Mikronesien den ersten Ausbruch von COVID-19 in der Bevölkerung. Vereinzelte frühere Fälle waren Personen von außerhalb gewesen, die frühzeitig isoliert worden waren. Mikronesien war damit das letzte größere Land, das einen Ausbruch meldete. Eine Woche später waren es bereits über tausend Fälle und der erste Coronatote war verzeichnet worden. Bereits am 28. Juli 2022 verzeichnete der Staat etwa 3000 Coronafälle und vier Todesopfer der Pandemie.

## Maßnahmen
Am 3. Februar 2020 unterzeichnete der Präsident der Föderierten Staaten von Mikronesien, David Panuelo, eine Erklärung, in der mikronesischen Bürgern die Einreise nach China und in andere betroffene Länder untersagt wurde.
Per 5. März 2020 führte Mikronesien ein striktes Reiseverbot ein, das jedem, der seit Januar 2020 in China oder in den letzten 14 Tagen in einem anderen von der COVID-19-Pandemie betroffenen Land war, die Einreise nach Mikronesien untersagte. Per 18. März 2020 wurden alle Schulen des Landes vorsorglich geschlossen.
Präsident Panuelo kündigte im April 2020 ein wirtschaftliches Förderungsprogramm im Umfang von 15 Millionen US-Dollar an, das einen Schwerpunkt in Finanzierungshilfen von Löhnen hat.

### Infektionen

Bestätigte Infizierte in den Föderierten Staaten von Mikronesien nach Daten der WHO. Oben kumuliert, unten Tageswerte. Die Grafik wird laufend aktualisiert (Stand links oben angegeben). Änderungen der Lage sind daher zeitnah in der Grafik erkennbar auch wenn sie im Text noch nicht angezeigt werden

### Todesfälle

Bestätigte Todesfälle nach Daten der WHO. Oben kumuliert, unten Tageswerte